# 26246 Mikelake
26246 Mikelake este un asteroid din centura principală de asteroizi.

## Descriere
26246 Mikelake este un asteroid din centura principală de asteroizi. A fost descoperit pe 17 august 1998 la Socorro, New Mexico, în cadrul proiectului LINEAR. Asteroidul prezintă o orbită caracterizată de o semiaxă mare de 2,38 ua, o excentricitate de 0,18 și o înclinație de 2,8° în raport cu ecliptica.